# Kejlsø
Kejlsø er en lille ubeboet ø i det sydlige Guldborg Sund mellem Lolland og Falster.
- Højeste punkt: 2 m over havets overflade.